# 矢野音三郎
矢野 音三郎（やの おとさぶろう、1888年（明治21年）6月29日 - 1950年（昭和25年）11月24日）は、日本の陸軍軍人。最終階級は中将。

## 経歴
山口県出身。1910年（明治43年）5月、陸軍士官学校（22期）を卒業。同年12月、陸軍歩兵少尉に任官し歩兵第7連隊付となる。1921年（大正10年）11月、陸軍大学校（33期）を優等で卒業した。
1923年（大正12年）8月、教育総監部課員となり、歩兵第80連隊付、陸大専攻学生、陸軍歩兵学校付、第10師団参謀などを歴任し、1934年（昭和9年）3月、歩兵大佐に昇進し関東軍司令部付となった。
1934年8月、歩兵第49連隊長となり、歩兵学校教官を経て、1937年（昭和12年）8月、支那駐屯軍参謀副長として日中戦争に出征。次いで第1軍参謀となり、1937年（昭和12年）12月、陸軍少将に進級。1938年（昭和13年）3月、第8国境守備隊長に就任し、翌年、関東軍参謀副長の立場でノモンハン事件を迎える。その後、参謀本部付、鎮海湾要塞司令官、北支那派遣憲兵隊司令官を歴任し、1940年（昭和15年）8月、陸軍中将に進んだ。1941年（昭和16年）6月、駐蒙軍隷下の第26師団長に親補され太平洋戦争を迎えた。
1942年（昭和17年）4月、陸軍公主嶺学校長となり、同年7月、教育総監部付を経て、1943年（昭和18年）8月に予備役編入となった。1947年（昭和22年）11月28日、公職追放仮指定を受けた。

## 栄典
位階
- 1911年（明治44年）3月10日 - 正八位[2]
- 1914年（大正3年）2月10日 - 従七位[3]
- 1919年（大正8年）3月20日 - 正七位[4]
- 1924年（大正13年）5月15日 - 従六位[5]

勲章
- 1939年（昭和14年）11月13日 - 勲二等瑞宝章[6]